# Colubraria obscura
Colubraria obscura är en snäckart som först beskrevs av Reeve 1844.  Colubraria obscura ingår i släktet Colubraria och familjen valthornssnäckor. Inga underarter finns listade i Catalogue of Life.